# Dominika Markuszewska
Dominika Markuszewska (ur. 10 lutego 1981 w Rypinie) – polska aktorka teatralna i filmowa.
Jest absolwentką Studia Aktorskiego L'ART (2001). W 2005 roku ukończyła Państwową Wyższą Szkołę Teatralną w Krakowie. Od 2005 roku związana jest z krakowskim Teatrem Ludowym.

## Filmografia
- 2016 – "M jak miłość", jako żona Mariusza Korczyńskiego, kochanka Naomi
- 2014 – Przyjaciółki, jako Iwona
- 2014 – Prawo Agaty, jako doktor Górawska (odc. 56 i 57)
- 2011 – Przepis na życie, jako Małgorzata Lebiodka
- 2011 – Sala samobójców, jako Pani w czerwonym szalu
- 2010 – Hotel 52, jako Wróżka Miranda (gościnnie)
- 2008 – Barwy szczęścia, jako Ewa, partnerka Tomasza
- 2007 – Mateusz, jako dziewczyna
- 2007 – Twarzą w twarz, jako Magda
- 2006 – Oficerowie, jako kwiaciarka pod Powązkami (gościnnie)
- 2005 – Rozdroże Cafe, jako Dusia, siostra Grzesia
- 2005 – Biuro kryminalne, jako Natalia Narcyz (gościnnie)
- 2004 – 2013 – Pierwsza miłość, jako Ruda